# Autostrada RA9 (Włochy)
Autostrada RA09  - łącznik autostradowy w południowych Włoszech. Trasa łączy Autostradę Dwóch Mórz A16 z miastem Benevento. Przejazd arterią jest płatny. Na trasie RA09 obowiązuje ograniczenie prędkości do 80 km/h.